# گره محل
گره محل (به انگلیسی: Garh Mahal) یک روستا در پاکستان است که در ناحیه جهلم واقع شده‌است.